# Better Than This
Better Than This is de vierde single van de Britse band Keane, van het album Perfect Symmetry uit 2008.
Better Than This zou naar verwachting op 16 maart 2009 worden uitgebracht als opvolger van de single Perfect Symmetry, die verscheen op 29 december 2008. Voor Better Than This bestond in februari 2009 nog geen muziekvideo.